# Black Widow (film 2021)
Black Widow è un film del 2021 diretto da Cate Shortland.
Basato sull'omonimo personaggio di Marvel Comics, è il 24º film del Marvel Cinematic Universe (MCU) e il primo della cosiddetta "Fase Quattro" e della "Saga del multiverso", nonché primo stand-alone cinematografico sul personaggio di Vedova Nera.
Il film è scritto da Eric Pearson e il cast principale è composto da Scarlett Johansson, Florence Pugh, David Harbour, O. T. Fagbenle, Olga Kurylenko, William Hurt, Ray Winstone e Rachel Weisz.
Il film è ambientato dopo gli eventi di Captain America: Civil War (2016), in cui Natasha Romanoff è costretta alla fuga e ad affrontare il suo passato.

## Trama
Nel 1995, in Ohio, gli agenti sovietici sotto copertura Melina Vostokoff e Alexei Shostakov fingono di essere una normale famiglia statunitense insieme alle bambine Natasha Romanoff e Yelena Belova. Dopo che Alexei ruba un floppy disk da un centro di ricerca, la famiglia si rifugia a Cuba e incontra il loro capo, Dreykov, che fa portare via Natasha e Yelena affinché vengano addestrate nella Stanza Rossa. Anni dopo, Shostakov viene incarcerato, mentre Natasha si unisce allo S.H.I.E.L.D. e fa esplodere l'ufficio di Dreykov, uccidendo apparentemente lui e sua figlia Antonia.
Nel 2016, Natasha è ricercata dal Segretario di Stato degli Stati Uniti Thaddeus Ross per aver violato gli Accordi di Sokovia; con l'aiuto del suo amico Mason si rifugia in Norvegia. Nel frattempo, Yelena uccide una Vedova Nera ribelle ed entra in contatto con una sostanza che la libera dal controllo mentale della Stanza Rossa. La ragazza spedisce le fiale contenenti l'antidoto a Natasha, sperando nel suo aiuto per liberare le altre Vedove. In Norvegia, Natasha viene attaccata da Taskmaster, in cerca dell'antidoto, ma riesce a fuggire e intuisce che le fiale sono state mandate da Yelena. Le due donne si incontrano a Budapest, dove Natasha scopre che Dreykov è vivo e che la Stanza Rossa è ancora attiva. Taskmaster e alcune Vedove Nere le attaccano, ma riescono a fuggire e si incontrano con Mason, che procura loro un elicottero.
Natasha e Yelena fanno evadere Alexei di prigione sperando che l'uomo possa aiutarle a trovare la Stanza Rossa. Alexei, tuttavia, non sa nulla, e consiglia loro di rivolgersi a Melina, che in passato è stata la sviluppatrice del processo di controllo mentale usato sulle Vedove. In Russia, alla fattoria di Melina, Yelena rivela di avere sempre considerato lei, Natasha e Alexei come la sua vera famiglia. Melina rivela la loro posizione a Dreykov, i cui agenti catturano i tre fuggitivi e li conducono alla Stanza Rossa, una fortezza volante. Natasha e Melina usano delle maschere per impersonarsi a vicenda, permettendo a Melina di liberare Yelena e Alexei. Natasha affronta Dreykov e scopre che Taskmaster è Antonia, sopravvissuta all'esplosione e trasformata in un soldato sotto il controllo di un chip. Natasha tenta di uccidere Dreykov ma fallisce a causa di un condizionamento mentale che reagisce ai feromoni di Dreykov e impedisce alle Vedove di attaccarlo. Dreykov mostra a Natasha la console da cui controlla tutte le Vedove sparse per il mondo. Natasha si rompe il naso per superare il blocco mentale e tenta di attaccare Dreykov, che tuttavia viene protetto da un gruppo di Vedove che attaccano Natasha.
Nel frattempo Alexei combatte contro Antonia mentre Yelena cerca di liberare le altre Vedove e Melina distrugge una delle turbine della fortezza, che inizia a precipitare. Alexei riesce a rinchiudere Antonia in una cella con l'aiuto di Melina. Yelena usa l'antidoto per liberare tutte le Vedove e salva Natasha. Quest'ultima recupera le ultime due fiale dell'antidoto e copia su un hard disk tutte le informazioni sulle posizioni delle Vedove sparse per il mondo. Melina e Alexei fuggono a bordo in un aereo, mentre Yelena fa saltare in aria l'elicottero di Dreykov, uccidendolo. Natasha salva Yelena e precipita lottando contro Antonia. A terra, Natasha usa l'antidoto per liberare Antonia dal controllo mentale. Natasha consegna a Yelena l'ultima fiala e l'hard disk e le chiede di liberare tutte le altre Vedove. Yelena, Melina, Alexei e Antonia salutano Natasha e fuggono insieme alle Vedove, giunte in loro soccorso. Natasha sfugge nuovamente a Ross e si incontra con Mason, che le procura un quinjet. La donna saluta l'amico e parte per aiutare Steve Rogers a liberare gli Avengers prigionieri nel Raft.
In una scena dopo i titoli di coda, ambientata dopo la morte di Natasha, Yelena fa visita alla tomba della sorella e si incontra con Valentina Allegra de Fontaine, che le propone di uccidere l'uomo responsabile della morte di Natasha, Clint Barton.

## Personaggi
- Natasha Romanoff / Vedova Nera, interpretata da Scarlett Johansson: membro degli Avengers, è un'ex assassina del KGB e agente dello S.H.I.E.L.D..[3] Ever Anderson interpreta Romanoff da bambina.[4][5][6]
- Yelena Belova / Vedova Nera, interpretata da Florence Pugh: un'assassina addestrata nella Stanza Rossa come Vedova Nera e quasi una sorella per Romanoff.[7][8] Violet McGraw interpreta Belova da bambina.[6]
- Alexei Shostakov / Red Guardian, interpretato da David Harbour: la controparte russa di Capitan America e figura paterna per Romanoff e Belova.[9][10]
- Rick Mason, interpretato da O. T. Fagbenle: un alleato di Natasha dai tempi dello S.H.I.E.L.D. che ha avuto una storia con Romanoff.[11][3][12]
- Antonia Dreykov / Taskmaster, interpretata da Olga Kurylenko: la figlia di Dreykov, dotata di riflessi fotografici che le permettono di imitare lo stile di combattimento dei suoi avversari.[6][13][14]
- Thaddeus "Thunderbolt" Ross, interpretato da William Hurt: il Segretario di Stato degli Stati Uniti d'America ed ex-generale dell'esercito statunitense.[15]
- Dreykov, interpretato da Ray Winstone: il capo della Stanza Rossa.[16][17]
- Melina Vostokoff / Vedova Nera, interpretata da Rachel Weisz: un'esperta spia addestrata nella Stanza Rossa coinvolta in un esperimento scientifico e figura materna per Romanoff e Belova.[18][19]

Olivier Richters interpreta Ursa, un detenuto nello stesso carcere di Shostakov. Julia Louis-Dreyfus interpreta Valentina Allegra de Fontaine nella scena dopo i titoli di coda. Jeremy Renner ha un cameo vocale nei panni di Clint Barton / Occhio di Falco.

## Produzione

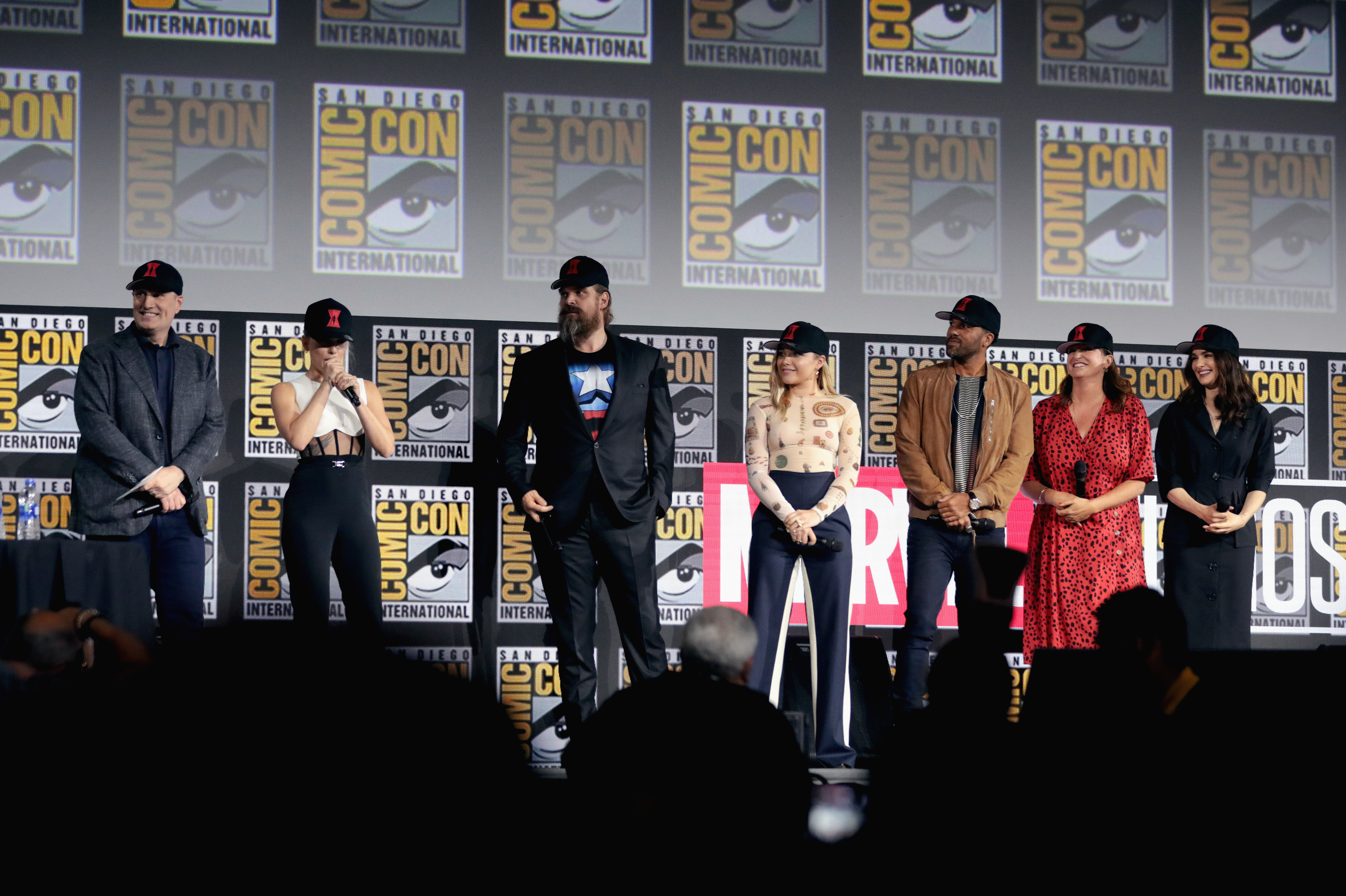
Feige, Shortland e il cast principale del film al San Diego Comic-Con del 2019

### Sviluppo
Un primo sviluppo di un film su Natasha Romanoff / Vedova Nera risale al 2004, quando la Lionsgate acquisì i diritti cinematografici del personaggio della Vedova Nera e scelse David Hayter come sceneggiatore e regista del film che avrebbe dovuto essere prodotto da Avi Arad. Nel giugno 2006, la Lionsgate abbandonò il progetto e i diritti tornarono ai Marvel Studios. Nel gennaio 2009 Emily Blunt venne scelta come interprete del personaggi in Iron Man 2 (2010), ma l'attrice rinunciò al ruolo a causa di un conflitto con le riprese de I fantastici viaggi di Gulliver, e venne così sostituita da Scarlett Johansson. Nel settembre 2010 Kevin Feige dichiarò di aver discusso con Johansson riguardo a un possibile film sul personaggio, ma che in quel momento l'attenzione dello studio era focalizzata su The Avengers (2012). Dopo l'uscita Avengers: Age of Ultron (2015), Johansson rivelò che il numero di film previsto dal suo contratto iniziale era stato modificato, poiché la Marvel non aveva previsto la "grande accoglienza" del pubblico per il personaggio e la sua interpretazione.
Nel febbraio 2014, Feige dichiarò che, dopo aver accennato al passato di Vedova Nera in Age of Ultron, gli sarebbe piaciuto parlarne ulteriormente in un film autonomo. L'aprile successivo, la Johansson espresse nuovamente interesse per un film sul personaggio. Nel luglio 2014 Hayter si disse interessato a tornare a lavorare al progetto, e lo stesso fece Neil Marshall. Nell'aprile 2016, durante la promozione di Captain America: Civil War, Feige affermò che qualsiasi possibile film sulla Vedova Nera sarebbe stato distribuito non prima di quattro o cinque anni, aggiungendo che la Marvel era "creativamente ed emotivamente" impegnata a realizzarlo.
Nel luglio 2016 Joss Whedon si dichiarò interessato a dirigere il film. Nell'ottobre 2017 Feige incontrò Johansson per discutere della regia di un possibile film stand-alone, e la Marvel iniziò a incontrare diversi sceneggiatori, tra cui Jac Schaeffer. Nel dicembre 2017 venne riportato che Schaeffer era stata scelta per scrivere il film. Nei mesi seguenti la Marvel incontrò oltre sessantacinque registe donne, tra cui Deniz Gamze Ergüven, Chloé Zhao, Amma Asante, e Lynn Shelton. Nei mesi seguenti, il gruppo venne ridotto a quarantanove registe; nel giugno 2017 Cate Shortland, Asante e Maggie Betts si incontrarono con Feige e Johansson. Il mese successivo Shortland venne scelta come regista.
Il The Hollywood Reporter riportò che Scarlett Johansson sarebbe stata pagata 15 milioni di dollari per il film, una somma pari a quella ricevuta da Chris Evans e Chris Hemsworth per gli ultimi film dedicati ai loro personaggi, Civil War e Thor: Ragnarok (2017). Il budget del film è stato di 200 milioni di dollari.

### Pre-produzione
Nel febbraio 2019, Ned Benson venne assunto per riscrivere la sceneggiatura. Il mese seguente Florence Pugh entrò in trattative per unirsi al cast. Pugh era stata presa in considerazione dalla Marvel sin dal 2018, ma nel frattempo aveva incontrato anche altre attrici. La Marvel decise di offrire la parte a Pugh dopo le critiche positive a lei rivolte per il film Una famiglia al tappeto (2019). Pugh venne confermata nell'aprile 2019, e nello stesso mese entrarono nel cast anche David Harbour, Rachel Weisz e O. T. Fagbenle. Nel giugno 2019 Shortland spiegò che il film non sarebbe stato un film sulle origini del personaggio. Feige paragonò il film alla serie televisiva Better Call Saul, prequel di Breaking Bad, definendola "un esempio straordinario di un prequel che si regge in piedi da solo... [ma] ti informa su moltissime cose che non sapevi".

### Riprese
Le riprese iniziarono nel maggio 2019 in Norvegia, con Gabriel Beristáin come direttore della fotografia e il titolo di lavorazione Blue Bayou. Shortland spiegò di voler realizzare un film incentrato sul pericolo ma che fosse anche "molto emozionante e legato alla narrazione", aggiungendo di aver preso ispirazione dal film Dragon Trainer (2010). Nel giugno 2019 le riprese si spostarono ai Pinewood Studios di Londra, e nello stesso mese Ray Winstone entrò nel cast del film.
Nel luglio 2019 le riprese si spostarono nel Surrey, in Inghilterra. Il film venne annunciato al San Diego Comic-Con International nel luglio 2019. Nello stesso mese le riprese si spostarono a Macon, in Georgia. Foto dal set rivelarono che William Hurt avrebbe ripreso il suo ruolo di Thaddeus Ross. Parte delle riprese si tennero anche ad Atlanta, a Budapest e in Marocco. Le riprese terminarono nell'ottobre 2019.

### Post-produzione
Nel gennaio 2020 il trailer del film rivelò che Eric Pearson era l'unico sceneggiatore accreditato, mentre Schaeffer e Benson vennero accreditati per la storia.

## Colonna sonora
Ne gennaio 2020 venne annunciato che Alexandre Desplat avrebbe composto la colonna sonora nel film, ma due mesi dopo venne riportato che Desplat era stato sostituito da Lorne Balfe.

## Promozione
Il primo trailer del film venne distribuito nel dicembre 2019. Il 14 gennaio 2020 venne distribuito un secondo trailer, seguito il 9 marzo 2020 da quello che avrebbe dovuto essere il trailer finale. Un nuovo trailer venne distribuito il 3 aprile 2021, dopo il rinvio di oltre un anno causato dalla pandemia di COVID-19. Il 7 luglio 2021 sulla piattaforma Disney+ è stato pubblicato un episodio di Marvel Studios: Legends contenente delle clip che riassumono la storia di Black Widow nei precedenti film.

## Distribuzione

### Data di uscita
Black Widow è stato proiettato in anteprima il 3 luglio 2021 al 67º Taormina Film Fest, ed è stato distribuito il 7 luglio 2021 nelle sale cinematografiche italiane e il 9 luglio negli Stati Uniti. In Francia è stato distribuito al cinema il 7 luglio 2021, mentre in Germania l'8 luglio. Il film è stato inoltre distribuito il 9 luglio sulla piattaforma di video on demand Disney+ con Accesso VIP.
L'uscita del film era inizialmente prevista per il 29 aprile in Italia e il 1º maggio 2020 negli Stati Uniti, ma venne in seguito rinviato al 6 novembre 2020 a causa della pandemia di COVID-19. Nel settembre 2020 venne nuovamente rimandato al 7 maggio 2021, e infine nel marzo 2021 venne scelta la data del 9 luglio 2021 negli Stati Uniti.

### Divieti
Negli Stati Uniti è stato valutato PG-13, vale a dire che la visione è stata vietata ai minori di 13 anni non accompagnati per i seguenti motivi: "Intense sequenze di violenza, linguaggio e riferimenti volgari".

### Edizione italiana
La direzione del doppiaggio e i dialoghi italiani sono stati curati da Marco Guadagno, per conto della Dubbing Brothers Int. Italia.

### Edizioni home video
Il film è disponibile in formato digitale dal 10 agosto 2021 e in DVD, Blu-ray e 4K Ultra HD dal 14 settembre.

## Accoglienza

### Incassi
Black Widow ha incassato 183651655 $ in Nord America e 196100000 $ nel resto del mondo, per un incasso complessivo di 379751655 $, a fronte di un budget di produzione di $200 milioni.
Globalmente il film ha esordito con 158,4 milioni di dollari nei primi cinque giorni. È il tredicesimo maggior incasso mondiale del 2021 e il quarto maggior incasso nel Nord America del 2021.

#### Nord America
Alle anteprime del giovedì sera il film ha incassato $13,2 milioni, mentre nel primo giorno di programmazione ha incassato $39,5 milioni in 4,160 schermi. Nel week-end d'esordio ha ottenuto il primo posto al botteghino incassando $80,4 milioni. Nella prima settimana ha incassato di $105,8 milioni. Nel secondo week-end è sceso al secondo posto incassando $25,8 milioni. Nel terzo fine settimana è sceso al terzo posto con un incasso di $11,6 milioni. Nel quarto week-end è sceso al quarto posto incassando $6,5 milioni.

#### Internazionale
Nel primo fine settimana di programmazione il film ha incassato $78 milioni. In Italia ha incassato 2 milioni di Euro nei primi cinque giorni. I mercati maggiori sono stati Corea del Sud ($26,3 milioni), Regno Unito ($25,8 milioni), Francia ($15,1 milioni), Messico ($9,9 milioni), Australia ($9,5 milioni), Russia ($9,4 milioni), Giappone ($8,6 milioni), Germania ($8,5 milioni), Spagna ($7,3 milioni) e Brasile ($6,2 milioni).

### Critica
Il film è stato accolto positivamente dalla critica. Sull'aggregatore di recensioni Rotten Tomatoes ha una percentuale di gradimento dell'80%, con un voto medio di 6,9 su 10 basato su 457 recensioni; il consenso critico del sito recita: «Le tematiche più profonde di Black Widow sono sommerse dall'azione, ma rimane un'avventura in solitaria del tutto piacevole che è arricchita da un cast di supporto stellare». Su Metacritic ha un punteggio di 68 su 100 basato su 58 recensioni.

## Riconoscimenti
- 2022 – Screen Actors Guild Award[95]
  - Candidatura alle migliori controfigure cinematografiche